# Morton (Texas)
Morton es una ciudad ubicada en el condado de Cochran en el estado estadounidense de Texas. En el Censo de 2010 tenía una población de 2006 habitantes y una densidad poblacional de 514,63 personas por km².

## Geografía
Morton se encuentra ubicada en las coordenadas 33°43′29″N 102°45′33″O / 33.72472, -102.75917. Según la Oficina del Censo de los Estados Unidos, Morton tiene una superficie total de 3.9 km², de la cual 3.9 km² corresponden a tierra firme y (0%) 0 km² es agua.

## Demografía
Según el censo de 2010, había 2006 personas residiendo en Morton. La densidad de población era de 514,63 hab./km². De los 2006 habitantes, Morton estaba compuesto por el 70.34% blancos, el 4.64% eran afroamericanos, el 1.2% eran amerindios, el 0.25% eran asiáticos, el 0.15% eran isleños del Pacífico, el 21.24% eran de otras razas y el 2.19% pertenecían a dos o más razas. Del total de la población el 61.07% eran hispanos o latinos de cualquier raza.